# Бандиагара
Нагорье Бандиагара — памятник природы, расположенный в области Мопти в центре государства Мали. Представляет собой обрывистое песчаниковое плато с уникальной скальной архитектурой, включающей жилища, зернохранилища, алтари, святилища и места для общественных собраний (тогу на). Уникальный ландшафт в совокупности с этнографической и археологической ценностью делают нагорье Бандиагара одним из самых значимых мест во всей Западной Африке. С 1989 года — объект Всемирного наследия ЮНЕСКО. Песчаниковые скалы имеют высоту около 500 м и протяжённость приблизительно 150 км. В настоящее время данная территория населена догонами, которым предшествовали племена теллем и толой, оставившие после себя ряд строений.

## География

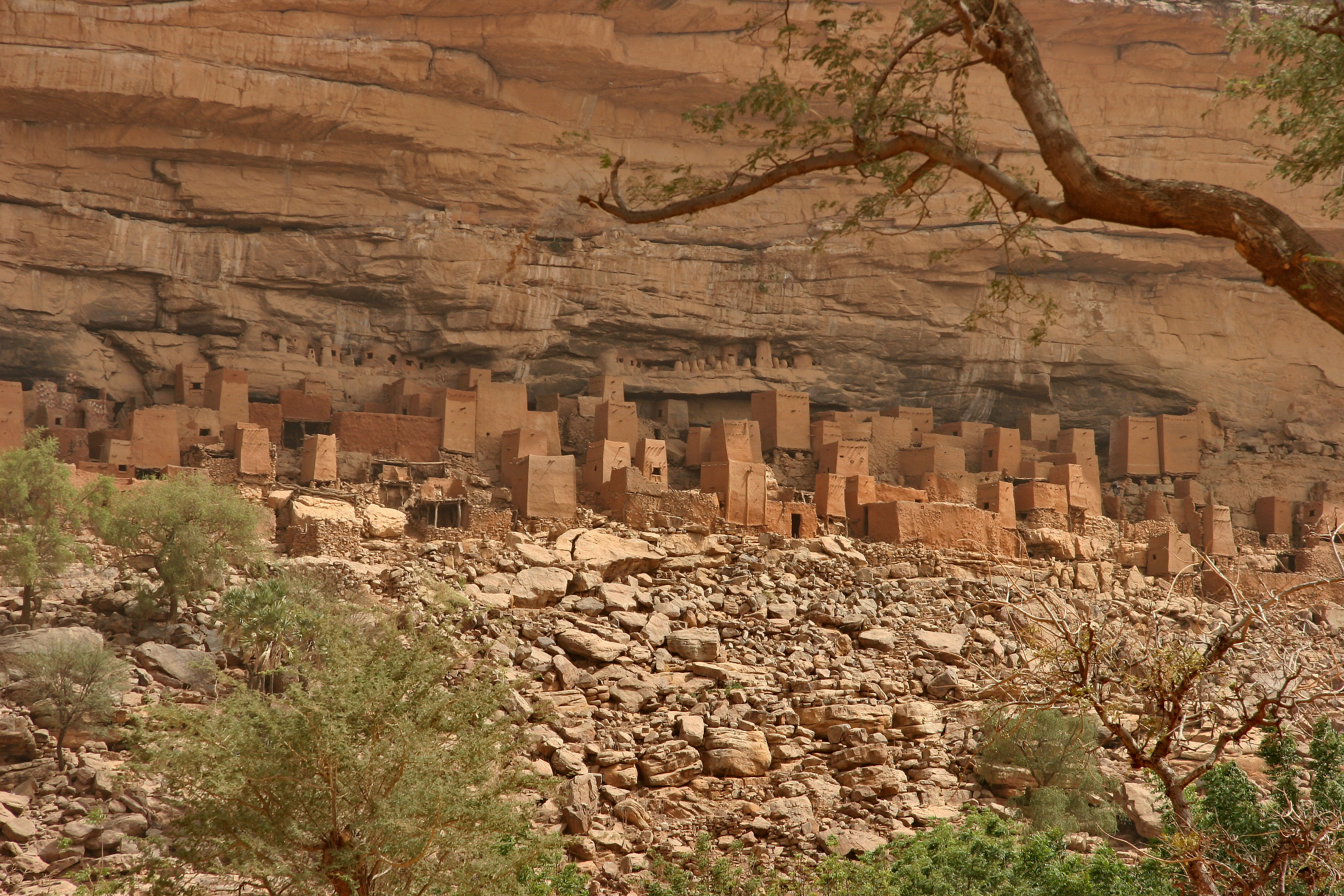
Вид с юга

Абсолютная высота Бандиагары варьируется от 518 м вблизи деревни Санга до 777 м (Маунт-Бамба) на северо-востоке. Охраняемая территория состоит из трёх основных геоморфологических объектов: плато Бандиагара, скалы (нагорье) Бандиагара и равнина Сено. Скалы и плато продолжаются за пределами охраняемой территории до гор Мосси-Массиф, которые разделяют равнину Сено от нижних болотистых территорий внутренней дельты Нигера. Скалы состоят в основном из песчаника кембрийского и ордовикского периодов и отличаются разнообразием форм. Плато Бандиагара сложено песчаником с каменными плитами с большим количеством пещер и впадин, соединённых между собой туннелями.
Скалы протягаются на расстояние 150 км в направлении с юго-запада на северо-восток от Дуентзы на юге до Уо на севере. Их высота варьируется от 100 м на юге до 500 м на севере.

## История

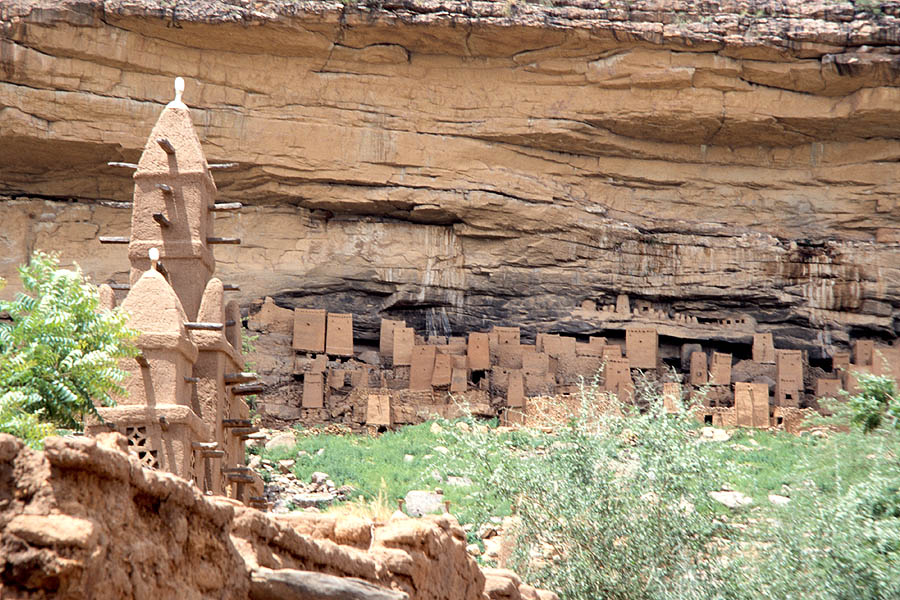
Остатки поселения народа теллем (на заднем плане) и мечеть современных догонов (на переднем плане)

Регион является одним из основных центров культуры догонов, богатой древними традициями, ритуалами, искусством и фольклором. Археологические артефакты говорят о присутствии в данном районе человека по крайней мере в течение последних тысячи лет, хотя догоны заселяют территорию только с XIV-XV веков.
Ранее на территории проживали племена теллем, которые в дальнейшем были вытеснены догонами. В наследство от теллем остались множества остатков их поселений, вырезанных в скалах. В XIV веке на территорию Бандиагары пришли племена догонов, которые распространились по плато, нагорью и равнинам Сено и Гондо. Существует версия, что во время французской экспансии догоны были относительно мало потревожены колонизаторами благодаря системе тоннелей Бандиагары, о которой кроме них никому не было известно.
В 1989 году нагорье Бандиагара (земля догонов) было включено в список объектов Всемирного наследия ЮНЕСКО.